# Gnat
«Gnat» es una canción del rapero estadounidense Eminem de la edición de lujo de su undécimo álbum de estudio Music to Be Murdered By. Fue lanzado el 18 de diciembre de 2020 junto con el resto de Music to Be Murdered By: Side B (Deluxe Edition) y el video musical dirigido por Cole Bennett. Producida por D. A. Got That Dope, fue escrito por Eminem, David Domain, Anders Olofsson, Christopher S Torpey, Ezemdi Chikwendu, D. Levin y K. Mars.
La canción debutó en el número 65 en la UK Singles Chart y en el número 11 en la lista UK R&B Singles and Albums Charts.

## Video musical
El video musical de «Gnat» marca la segunda colaboración entre Eminem y Lyrical Lemonade, ya que Cole Bennett dirigió previamente el video musical de «Godzilla».
En el video musical, Eminem lucha contra un enjambre de murciélagos de gran tamaño con un traje amarillo de materiales peligrosos y otro equipo de protección personal, limpia todas las superficies con Lysol, se vuelve paranoico por contraer el COVID-19 para liberarse de la cuarentena, recibe un disparo en el pecho por un marido engañado después de que insultó a su esposa y le arrancó la cabeza de un mordisco. En algunas partes del video musical, se ve a Eminem vistiendo un esmoquin rojo, un homenaje al video musical de «My Name Is».

## Verso deMachine Gun Kelly
En el coro de la canción, las líneas «They come at me with machine guns, it's like trying to fight off a gnat» provocó un debate en línea sobre si la mención de «ametralladora» tenía la intención de ser un disparo subliminal hacia el rapero estadounidense Machine Gun Kelly, quien tuiteó: «Estoy bajo tu piel» con un emoji de cara sonriente al revés.

## Personal
- Marshall Mathers – voz, escritor
- David Doman – productor, escritor
- Luis Resto – teclados
- Mike Strange – grabación, mezcla
- Tony Campana – grabación

## Posicionamiento en las listas
| Lista (2020–2021)                           | Posición más alta |
| ------------------------------------------- | ----------------- |
| Canadá (Canadian Hot 100)                   | 34                |
| El Salvador Anglo (Monitor Latino)          | 16                |
| Global 200 (Billboard)                      | 69                |
| Greece International Digital Singles (IFPI) | 80                |
| Irlanda (IRMA)                              | 65                |
| New Zealand Hot Singles (RMNZ)              | 6                 |
| Reino Unido (UK Singles Chart)              | 65                |
| Reino Unido (UK R&B Chart)                  | 11                |
| Estados Unidos (Billboard Hot 100)          | 60                |
| Estados Unidos (Hot R&B/Hip-Hop Songs)      | 13                |